# Gaël Zulauf
Gaël Zulauf, né le 15 juillet 2000, est un  skieur alpin suisse du canton de Vaud.

## Biographie
Gaël Zulauf est le deuxième enfant de la fratrie Zulauf, ses deux sœurs partagent sa passion du ski. Il a entrepris un apprentissage dans le domaine agricole donne de temps en temps des coups de main au sein de l’entreprise agricole familiale. Dans le cadre de sa formation de skieur, il a intégré le Centre National de Performance NLZ-Ouest.
Il prend le départ de sa première course FIS le 8 décembre 2016 à l'occasion du slalom de Saas-Fee. Il entre pour la première fois dans le top10 le 19 décembre 2018 à l'issue du premier géant de Veysonnaz, avant de rééditer la même performance le lendemain pour le second géant. Il monte pour la première fois sur le podium en signant sa première victoire lors de la descente de Davos le 31 janvier 2020.
En décembre 2020, il devient vice-champion de Suisse du super G à Zinal.
En 2021 à Bansko, il prend la 3e place du Super G des championnats du monde juniors, alors qu'il a dû remplacer au dernier moment Alexis Monney blessé,,,.
Il réalise son premier top-10 en coupe d'Europe en janvier 2023 en se classant 7e de la descente de Sella Nevea, puis son premier top-5 en prenant la 5e place du super G de Garmisch-Partenkirchen le mois suivant. Fin mars 2023, il se classe 3e de la descente des championnats de Suisse à Verbier remportée par Justin Murisier.
En 2023-2024, il se blesse à deux reprises et met fin prématurément à sa saison.
De retour de blessure, il fait ses débuts en coupe du monde le 28 décembre 2024 dans la descente de Bormio. Le 16 janvier 2025, il monte sur son premier podium de coupe d'Europe avec une très belle seconde place dans la première descente de Pass Thurn. il confirme le lendemain en se classant troisième de la seconde descente. Deux semaines plus tard il obtient un troisième podium en coupe d'Europe avec sa troisième place de la deuxième descente d'Orcières-Merlette. A mi-février un quatrième podium l'attend à Crans Montana avec la  troisième place de la seconde descente. Il termine la saison à la 4e place du classement de la coupe d'Europe de descente. Début avril, il se classe à la 3e place des championnats de Suisse de super G à Zinal (à égalité avec Alexis Monney).

## Palmarès

### Coupe du monde
- 4 épreuves disputées

### Championnats du monde juniors
| Épreuve / Édition    | Descente | Super G | Slalom géant | Slalom | Combiné | Team event |
| Mondiaux 2020 Narvik | 4e       | Abandon | -            | annulé | -       | annulée    |
| Mondiaux 2021 Bansko | annulé   | Bronze  | 13e          | -      | annulé  | annulé     |

### Coupe d'Europe
- Première course : 9 décembre 2019, combiné de Santa Caterina, 32ème
- Premier top-30 : 14 décembre 2020, descente de Santa Caterina, 18ème
- Premier top-10 : 12 janvier 2023, descente de Sella Nevea, 7ème
- 4 podiums
- Meilleur résultat : 2ème place, descente de Pass Thurn en janvier 2025

| Saison / Épreuve | Saison / Épreuve | Général | Général | Descente | Descente | Super G | Super G |
| ---------------- | ---------------- | ------- | ------- | -------- | -------- | ------- | ------- |
| Saison / Épreuve | Saison / Épreuve | Class.  | Points  | Class.   | Points   | Class.  | Points  |
| 2021             | 2021             | 161e    | 17      | 48e      | 13       | 76e     | 4       |
| 2022             | 2022             | 96e     | 84      | 28e      | 75       | 61e     | 9       |
| 2023             | 2023             | 25e     | 286     | 13e      | 141      | 16e     | 145     |
| 2025             | 2025             | 13e     | 405     | 4e       | 349      | 33e     | 56      |

### Championnats de Suisse
Vice-champion de Suisse de Super G 2020
 3e des la descente des championnats de Suisse 2023 
 3e du super G des championnats de Suisse 2025